# Clasificación para la Copa de las Naciones de la OFC 2012
La clasificación para la Copa de las Naciones de la OFC de 2012 fue un torneo clasificatorio celebrado en Samoa que comenzó con cuatro equipos jugando un Sistema de todos contra todos desde el 22 al 26 de noviembre de 2011.
El ganador de esta fase, Samoa, avanzó a la Copa de las Naciones de la OFC 2012 que se disputó en Islas Salomón del 1 al 12 de julio de 2012, torneo válido como segunda fase de la clasificación de Oceanía a la Copa Mundial de Fútbol de 2014.

## Equipos participantes
Estos son los equipos en el torneo clasificatorio o Primera Fase:
- Islas Cook
- Samoa
- Samoa Americana
- Tonga

## Resultados
| Equipo          | Pts | PJ | PG | PE | PP | GF | GC | Dif |
| --------------- | --- | -- | -- | -- | -- | -- | -- | --- |
| Samoa           | 7   | 3  | 2  | 1  | 0  | 5  | 3  | 2   |
| Tonga           | 4   | 3  | 1  | 1  | 1  | 4  | 4  | 0   |
| Samoa Americana | 4   | 3  | 1  | 1  | 1  | 3  | 3  | 0   |
| Islas Cook      | 1   | 3  | 0  | 1  | 2  | 4  | 6  | -2  |

| 22 de noviembre de 2011 | Samoa Americana     | 2:1 (1:0) | Tonga    | Estadio Toleafoa JS Blatter, Apia                      |                                                        |
|                         | Ott 43' · Luani 74' | Reporte   | Feao 88' | Asistencia: 150 espectadores Árbitro(s): Andrew Achari | Asistencia: 150 espectadores Árbitro(s): Andrew Achari |

| 22 de noviembre de 2011 | Islas Cook    | 2:3 (1:2) | Samoa                      | Estadio Toleafoa JS Blatter, Apia                      |                                                        |
|                         | Best 35', 84' | Reporte   | Gosche 19', 36' · Bell 91' | Asistencia: 600 espectadores Árbitro(s): Peter O Leary | Asistencia: 600 espectadores Árbitro(s): Peter O Leary |

| 24 de noviembre de 2011 | Samoa Americana | 1:1 (1:0) | Islas Cook | Estadio Toleafoa JS Blatter, Apia |                          |
|                         | Luani 24'       | Reporte   | Luvu 62'   | Árbitro(s): Bruce George          | Árbitro(s): Bruce George |

| 24 de noviembre de 2011 | Samoa        | 1:1 (1:0) | Tonga         | Estadio Toleafoa JS Blatter, Apia                      |                                                        |
|                         | Easthope 43' | Reporte   | Taufahema 81' | Asistencia: 180 espectadores Árbitro(s): Avery Jacques | Asistencia: 180 espectadores Árbitro(s): Avery Jacques |

| 26 de noviembre de 2011 | Tonga                      | 2:1 (1:1) | Islas Cook | Estadio Toleafoa JS Blatter, Apia                        |                                                          |
|                         | Maamaloa 26' · Falatau 90' | Reporte   | Harmon 35' | Asistencia: 200 espectadores Árbitro(s): Isidore Ambassa | Asistencia: 200 espectadores Árbitro(s): Isidore Ambassa |

| 26 de noviembre de 2011 | Samoa    | 1:0 (0:0) | Samoa Americana | Estadio Toleafoa JS Blatter, Apia                      |                                                        |
|                         | Malo 89' | Reporte   |                 | Asistencia: 800 espectadores Árbitro(s): Peter O'Leary | Asistencia: 800 espectadores Árbitro(s): Peter O'Leary |

## Clasificado a laCopa de las Naciones de la OFC 2012
| Samoa |
| Samoa |
| ----- |